# Décines-Charpieu
Pour l'astéroïde voir (15034) Décines
Décines-Charpieu, communément appelée Décines, est une commune française située dans la métropole de Lyon, en région Auvergne-Rhône-Alpes. Ses habitants sont appelés les Décinois et Décinoises.

## Géographie
Située au bord du réservoir du Grand-Large, dans l'Est lyonnais, Décines-Charpieu - dont le nom est souvent abrégé en Décines - est une ville située à 17 km de Lyon dans la périphérie est.

### Communes limitrophes
Les communes limitrophes sont Miribel, Vaulx-en-Velin, Chassieu et Meyzieu.
| Vaulx-en-Velin | Miribel (Ain)    | Meyzieu |
| Vaulx-en-Velin | Décines-Charpieu | Meyzieu |
| Bron           | Chassieu         | Meyzieu |

### Relief
Le relief de la commune a été modelé par les glaciations de l'ère quaternaire, qui ont recouvert toute la région comprise entre les Alpes et le confluent du Rhône et de la Saône, laissant des traces dans le paysage, sous forme de moraines (buttes de Charpieu, du Mollard) et de dépôts de sables et de graviers. Le bloc de granit de Pierre-Frite, long d'environ quatre mètres, qui se trouve maintenant sur la place de Stepanavan, à la Soie-Montaberlet, constitue un des témoins de ces glaciations, qui ont vraisemblablement effacé toute trace d'une hypothétique présence antérieure.

### Voies de communication et transports

#### Desserte routière
La ville est desservie par la Rocade Est (N 346), axe qui contourne Lyon. L'avenue Jean-Jaurès est la voie centrale de la ville qui la traverse d'ouest en est.

#### Transports en commun
Autrefois desservie par le Chemin de fer de l'Est de Lyon et les tramways de l'OTL, la ville est désormais desservie par le réseau de transports en commun lyonnais, les lignes de bus 57, 16, 67, 79, 85 et 95 et notamment, depuis le 4 décembre 2006, par le tramway T3, et depuis le 1er février 2021 par le tramway T7.

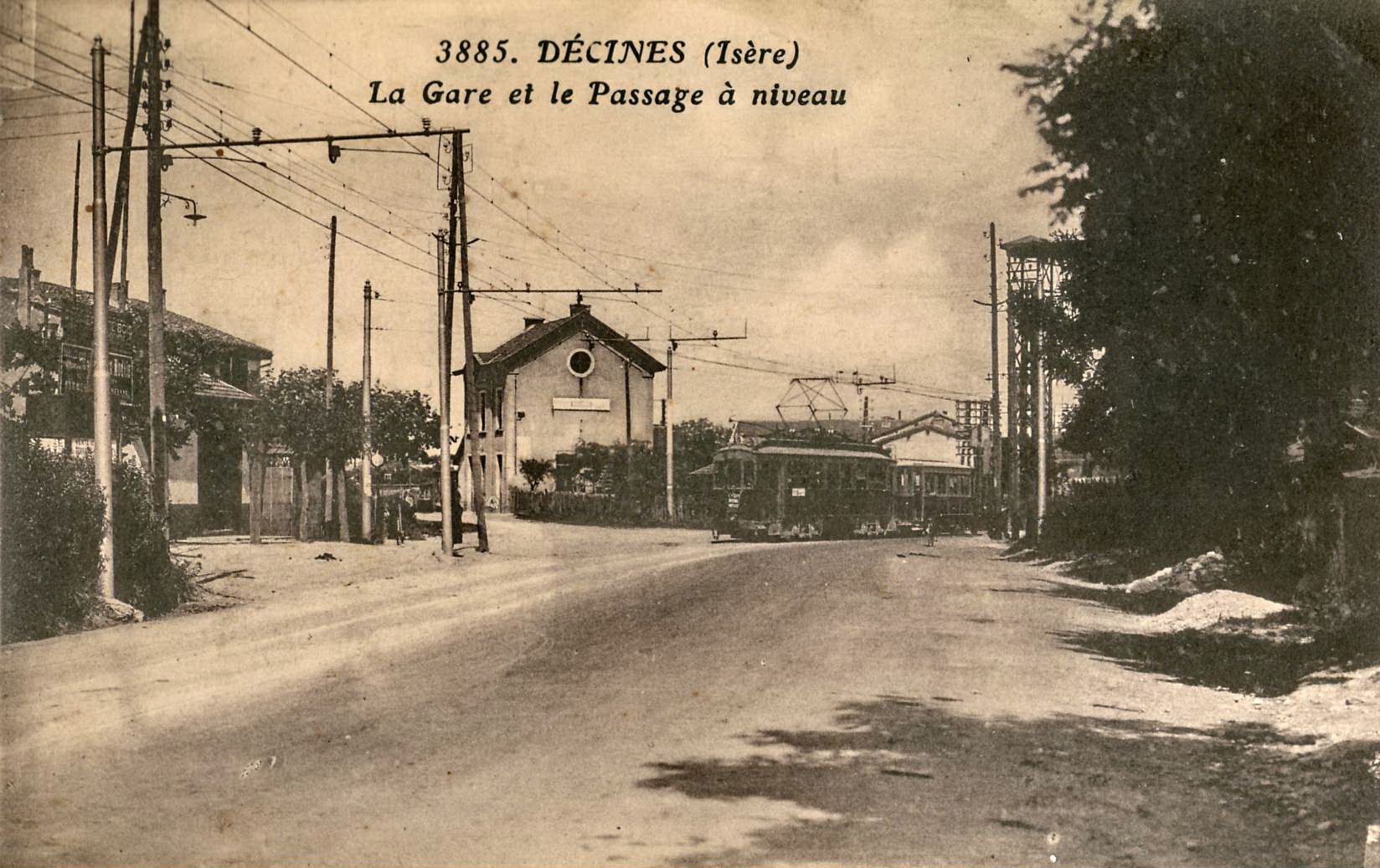
Croisement d'un tramway de la ligne 16 de l'OTL, circulant en accotement de l'ancienne RN 517 et de la ligne du Chemin de fer de l'Est de Lyon, dans la première moitié du XXe siècle.
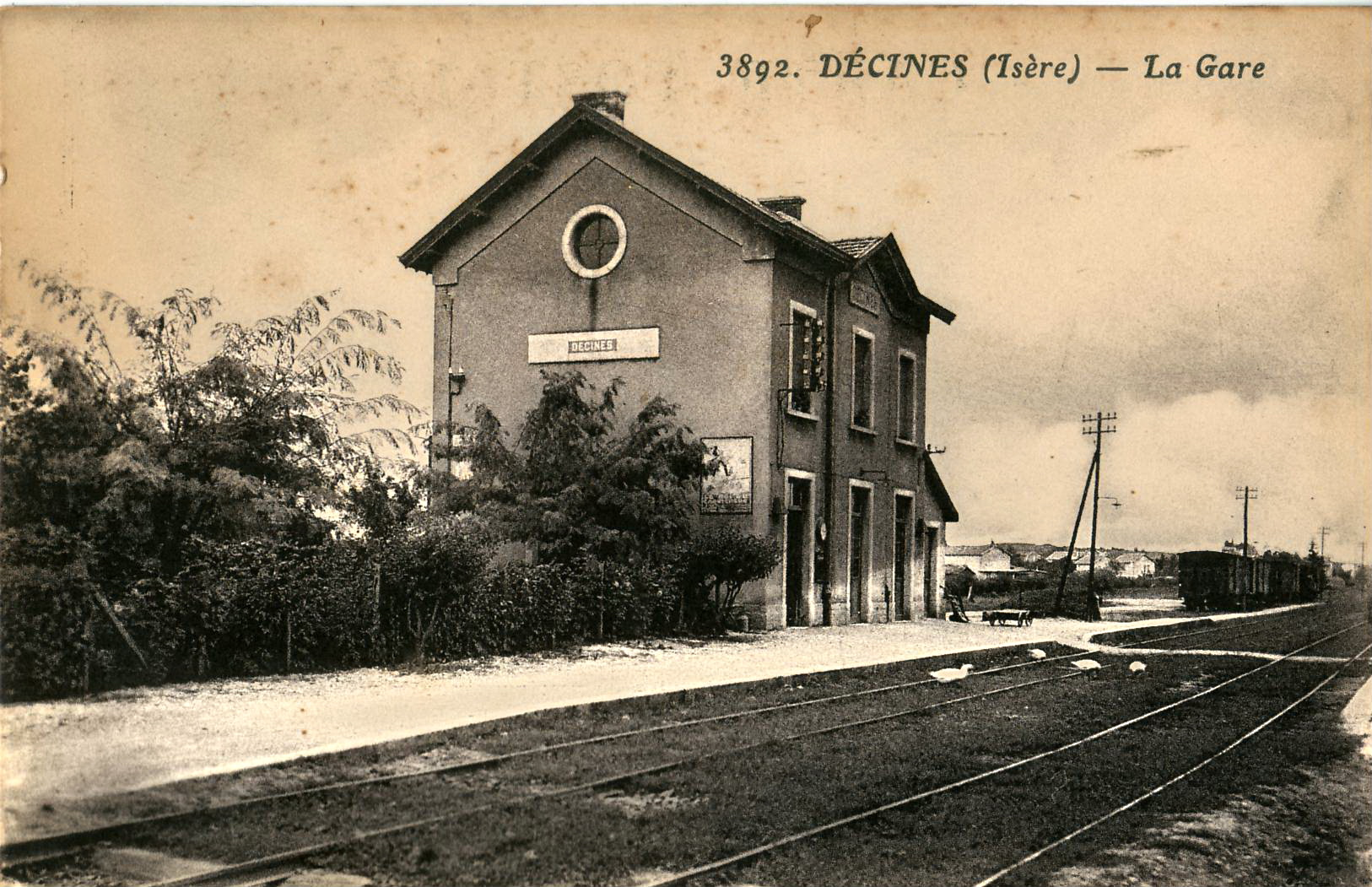
L'ancienne gare de Décines, sur le Chemin de fer de l'Est de Lyon.
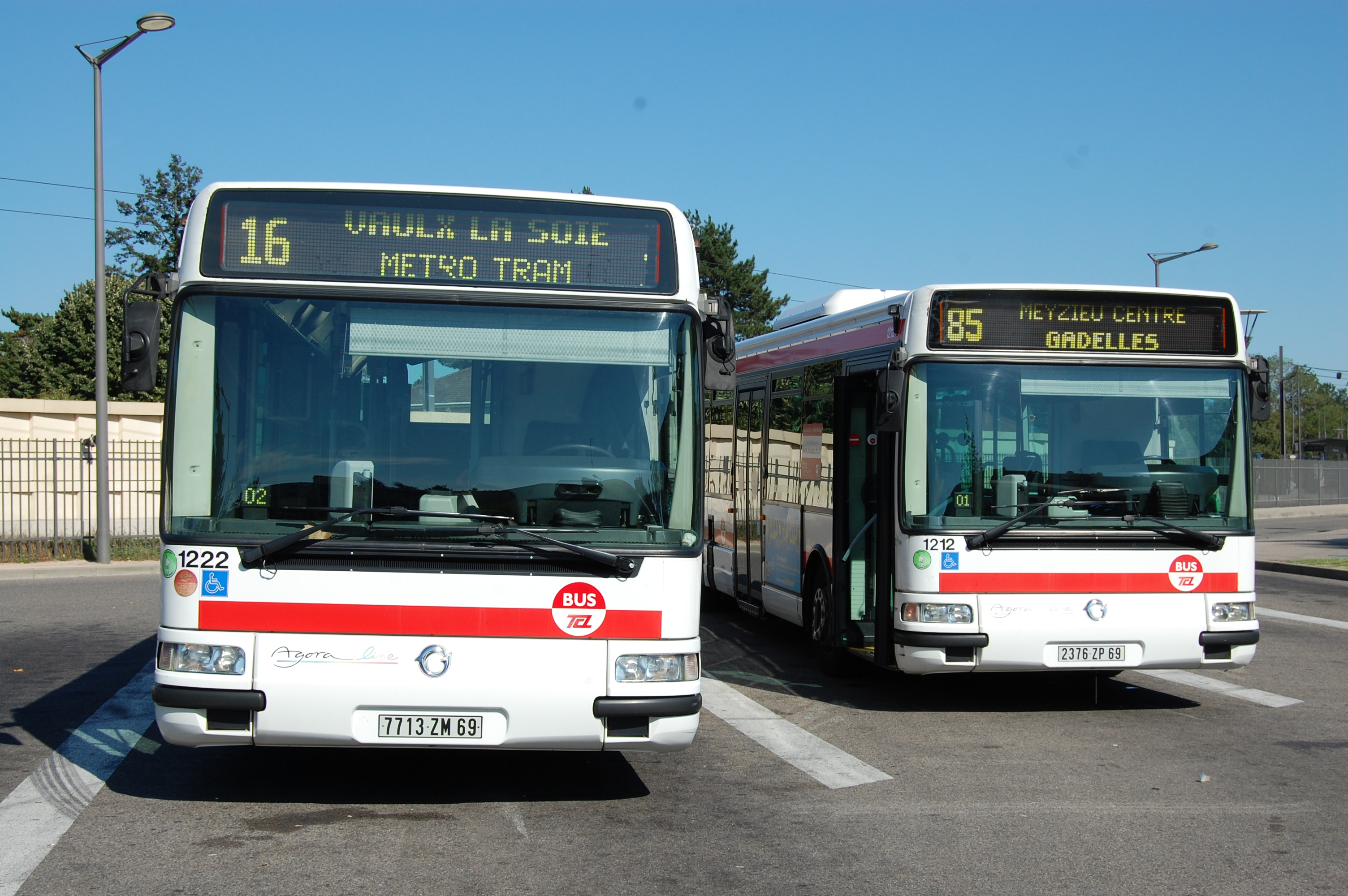
Décines Grand Large : lignes 16 et 85 en stationnement.
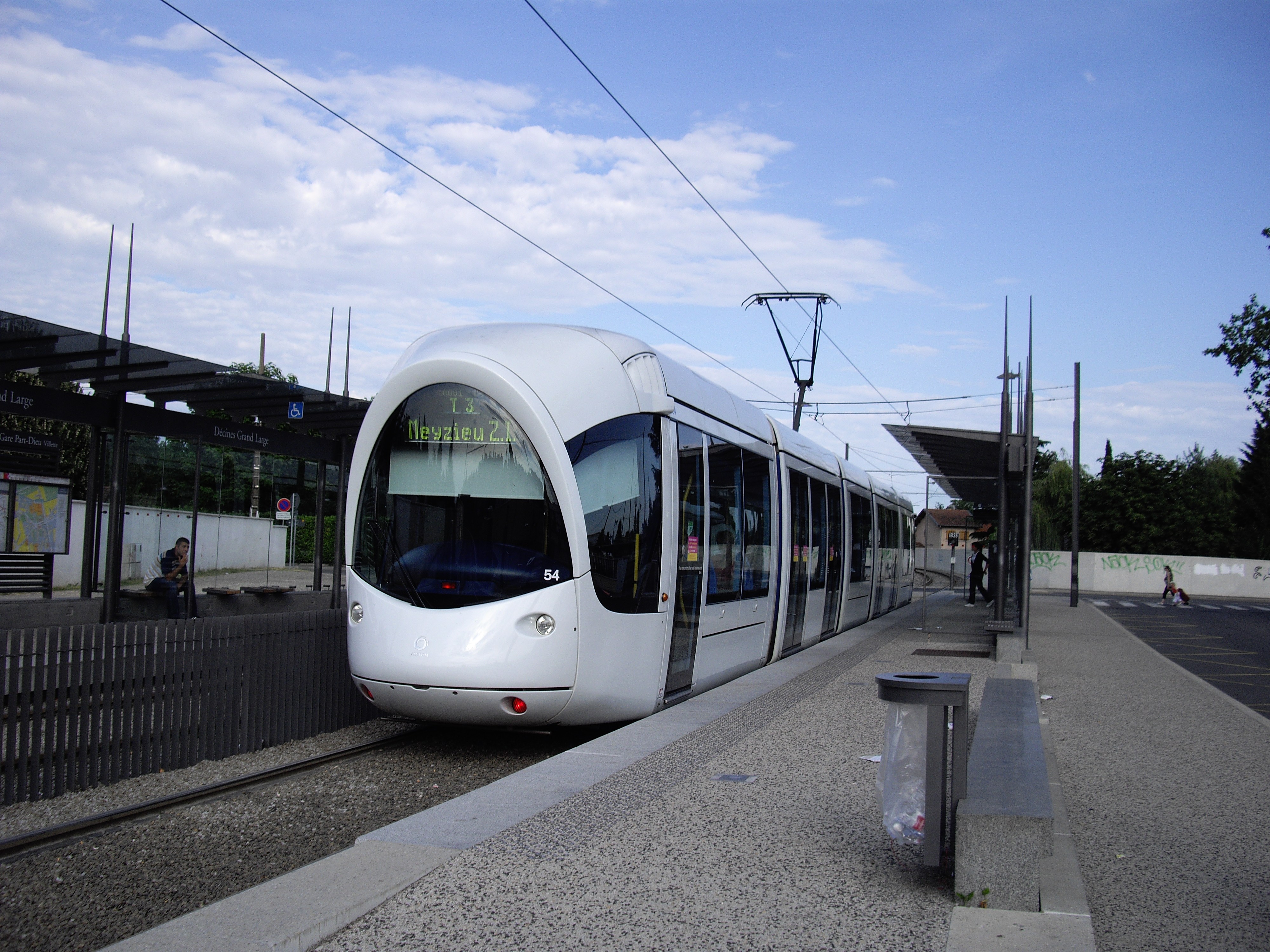
Tramway  à Décines Grand Large.

## Toponymie
L'étymologie du terme « Décines » peut renvoyer à deux origines.
La première hypothèse veut que le nom de Décines soit issu de l'époque romaine et fait référence à une unité de mesure (le « 1000 pas ») lié à l'emplacement du site sur la voie romaine Lyon-Genève. En effet, il se situait au « dixième mille » avant Lyon. Cette étymologie est attestée par l'existence d'une borne.
La seconde hypothèse renvoie à l'existence d'un petit monticule, utilisé par les Romains pour faire signe dans la plaine, « de signis » qui aurait dérivé vers l'appellation « Décines ».

## Héraldique
|  | Les armes de la commune de Décines-Charpieu se blasonnent ainsi : Taillé courbé abaissé : au premier de gueules au lion d'argent, au second d'or aux deux voiles triangulaires d'argent, une petite à dextre et une grande à senestre, gonflées vers senestre, au dauphin d'azur crêté, barbé, loré, peautré et oreillé de gueules brochant à demi à senestre ; à la cotice en barre crénelée courbée d'azur brochant sur la partition. |

## Histoire

### Préhistoire, Antiquité et Moyen Âge
La présence humaine ne semble pas pouvoir être repérable avant le Néolithique final (2 500 av. J.-C.) ou à partir du bronze ancien (1 800 av. J.-C.). Ce n'est toutefois qu'à partir de l'implantation gallo-romaine qu'un habitat relativement important voit le jour à Décines.
Des fouilles de sauvetage menées en 2010-2011 par l'Institut national de recherches archéologiques préventives au lieu-dit Le Montout (45° 45′ 47″ N, 4° 58′ 56″ E), sur la future implantation d'un stade de football ont permis la découverte de traces d'occupation antiques : vestiges du Néolithique (environ 3 700 av. J.-C.), enclos gaulois des IIe et Ier siècles av. J.-C., établissement rural du Ve siècle apr. J.-C. comportant un petit atelier métallurgique, et plus de 200 fosses-silos rattachables à une occupation agricole du Moyen Âge,. Ou la campagne de fouilles de la motte du Moléron en 1981 (responsable de la fouille : I. Monnier).

### XVIIIesiècleetXIXesiècle

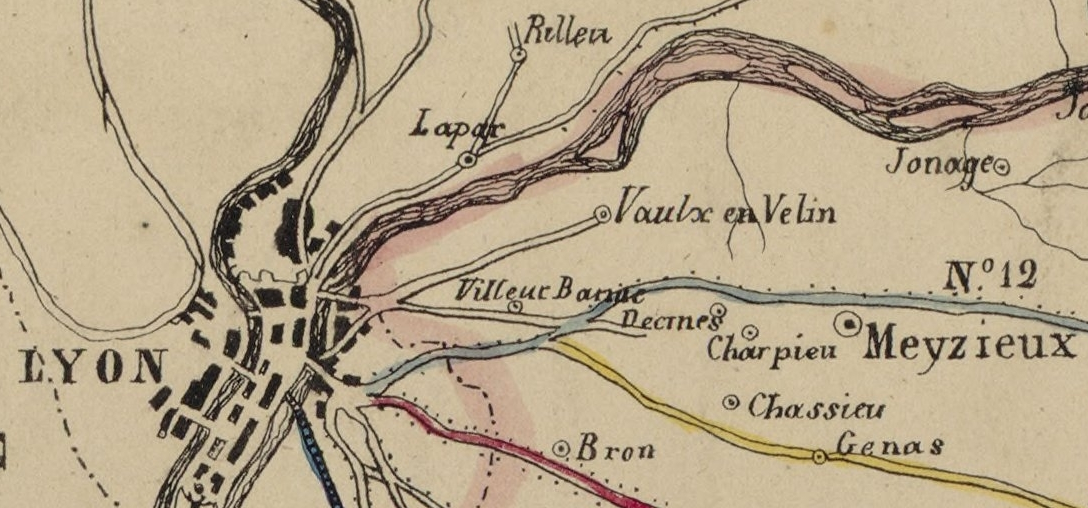
Plan des années 1840 montrant Décines et Charpieu.

Pendant la période révolutionnaire, entre 1790 et 1794, les paroisses de Décines et Charpieu sont regroupées en une seule commune.
À la fin du XIXe siècle, Décines est un bourg rural, en marge de la révolution industrielle. En 1876, la commune compte 1 047 habitants et 60 % de la population active travaille la terre. L'économie locale s'oriente vers le développement des cultures maraîchères et l'avenir de Décines semble devoir être celui d'une commune résidentielle pour bourgeois lyonnais en villégiature.
Cependant, l'arrivée du chemin de fer (ligne de l'Est de Lyon) en 1881, et la construction du canal de Jonage (1895), qui scinde le territoire communal en deux parties reliées par un seul pont, apportent une vie nouvelle à la cité, les chantiers ayant attiré de nombreux travailleurs venus de loin. Ces changements entraînent la création de nouveaux équipements : compagnie des sapeurs-pompiers et bureau de poste.

### XXesiècle
Au début du XXe siècle, l'industrie lyonnaise poursuit son extension vers l'est et atteint Décines. En 1907, la Société des films s'établit à Décines ; cet établissement est acquis, en 1912, par la société Gifrer, qui depuis lors, y fabrique essentiellement des produits pharmaceutiques.
De 1922 à 1925, la Société lyonnaise de soie artificielle (SLSA) s'installe à Décines, où elle construit une très grande usine, mais aussi une cité ouvrière permettant de loger un millier de personnes, ainsi qu'une école, une église, etc.. De 1921 à 1931, la population augmente de 328 % et atteint 6 842 habitants. Cette augmentation s'effectue en marge de l'agglomération traditionnelle, la colline et le vieux noyau villageois. Elle est en grande partie due à l'arrivée massive de populations immigrées, notamment de rescapés du génocide des Arméniens, de Russes blancs, de Polonais et d'Italiens fuyant le fascisme. Plus tard cet apport immigré sera complété par les républicains espagnols ayant fui le régime franquiste.
Le nouvel axe de la commune est désormais l'avenue Jean Jaurès. La mairie « descend » de la colline (construction de la nouvelle mairie en 1932). Le passage d'un centre historique à un centre économique s'accompagne d'une croissance hâtive et d'implantations humaines parfois dispersées et désordonnées. La crise économique des années 1930 interrompt la croissance, la population baisse légèrement (6 078 habitants au recensement de 1936), mais la municipalité doit poursuivre l'aménagement communal, que l'extension des années précédentes a rendu nécessaire.
Deux usines importantes s'implantent en 1957 et 1958 (NORMACEM et SARB), alors que la Société lyonnaise de textiles (nouvelle appellation de SLSA) ferme ses portes en 1959. Quelques années plus tard, ses bâtiments, ainsi que ceux des cités ouvrières, sont acquis par la Société Rhône-Poulenc.
De 1954 à 1962, la population augmente de 5 à 6 % par an. En 1965, Décines compte 12 849 habitants. Dans les années 1960 apparaissent les premiers immeubles collectifs.
En 1968, Décines quitte le département de l'Isère pour celui du Rhône, avant de devenir, en 1969, membre de la Communauté urbaine de Lyon.
Dans les années 1970 et 1980, au fil des constructions, Décines a vu apparaître plusieurs quartiers : Prainet II et ses immeubles collectifs ; Champ-Blanc, Bonneveau, le nouveau quartier de Montaberlet et leurs pavillons, Cornavent, ainsi que Les Sablons et La Berthaudière.
Au cours des années 1990, le centre-ville s'est renforcé avec la construction d'immeubles sur la rue de la République et sur la place François-Mitterrand. En 1999, la population de Décines s'élève à 24 193 habitants.

### Les années 2000
La population dépasse 25 000 habitants en 2006, année où le tramway T3 dessert la commune, la reliant ainsi plus rapidement à la Part-Dieu.
Le Grand Lyon disparaît le 1er janvier 2015, et laisse place à la collectivité territoriale de la métropole de Lyon.
De nos jours, la diaspora arménienne est toujours très présente à Décines-Charpieu, au point qu'on surnomme la commune « la petite Arménie ». À ce titre, elle compte plusieurs équipements culturels et mémoriaux en lien avec cette histoire.

## Politique et administration

### Intercommunalité
La commune de Décines-Charpieu fait partie de la communauté urbaine de Lyon, créée en 1969, devenue le Grand Lyon.

### Budget et fiscalité
Le budget de la ville est d'environ 40 millions d'euros.

### Jumelages
| \| Stepanavan Monsummano Terme Décines-Charpieu Arcos de Valdevez \| Localisation de Décines-Charpieu, Stepanavan, Monsummano Terme et Arcos de Valdevez |
| Stepanavan Monsummano Terme Décines-Charpieu Arcos de Valdevez                                                                                           |

- Stepanavan (Arménie) depuis le 11 avril 1992
- Monsummano Terme (Italie) depuis le 6 octobre 2001
- Arcos de Valdevez (Portugal) depuis le 9 juin 2018[15]

## Population et société

### Démographie
L'évolution du nombre d'habitants est connue à travers les recensements de la population effectués dans la commune depuis 1793. Pour les communes de plus de 10 000 habitants les recensements ont lieu chaque année à la suite d'une enquête par sondage auprès d'un échantillon d'adresses représentant 8 % de leurs logements, contrairement aux autres communes qui ont un recensement réel tous les cinq ans,.

En 2022, la commune comptait 29 905 habitants, en évolution de +7,37 % par rapport à 2016 (Rhône : +3,93 %, France hors Mayotte : +2,11 %).
| 1793 | 1800 | 1806 | 1821 | 1831 | 1836 | 1841 | 1846 | 1851 |
| ---- | ---- | ---- | ---- | ---- | ---- | ---- | ---- | ---- |
| 406  | 503  | 620  | 735  | 832  | 769  | 860  | 984  | 976  |

| 1856  | 1861  | 1866  | 1872  | 1876  | 1881 | 1886  | 1891  | 1896  |
| ----- | ----- | ----- | ----- | ----- | ---- | ----- | ----- | ----- |
| 1 027 | 1 082 | 1 094 | 1 106 | 1 047 | 997  | 1 085 | 1 077 | 1 220 |

| 1901  | 1906  | 1911  | 1921  | 1926  | 1931  | 1936  | 1946  | 1954  |
| ----- | ----- | ----- | ----- | ----- | ----- | ----- | ----- | ----- |
| 1 159 | 1 062 | 1 130 | 1 618 | 3 602 | 6 942 | 6 078 | 6 445 | 7 546 |

| 1962   | 1968   | 1975   | 1982   | 1990   | 1999   | 2006   | 2011   | 2016   |
| ------ | ------ | ------ | ------ | ------ | ------ | ------ | ------ | ------ |
| 10 931 | 15 297 | 20 031 | 22 832 | 24 564 | 24 193 | 24 668 | 25 794 | 27 851 |

| 2021   | 2022   | - | - | - | - | - | - | - |
| ------ | ------ | - | - | - | - | - | - | - |
| 29 731 | 29 905 | - | - | - | - | - | - | - |

### Enseignement

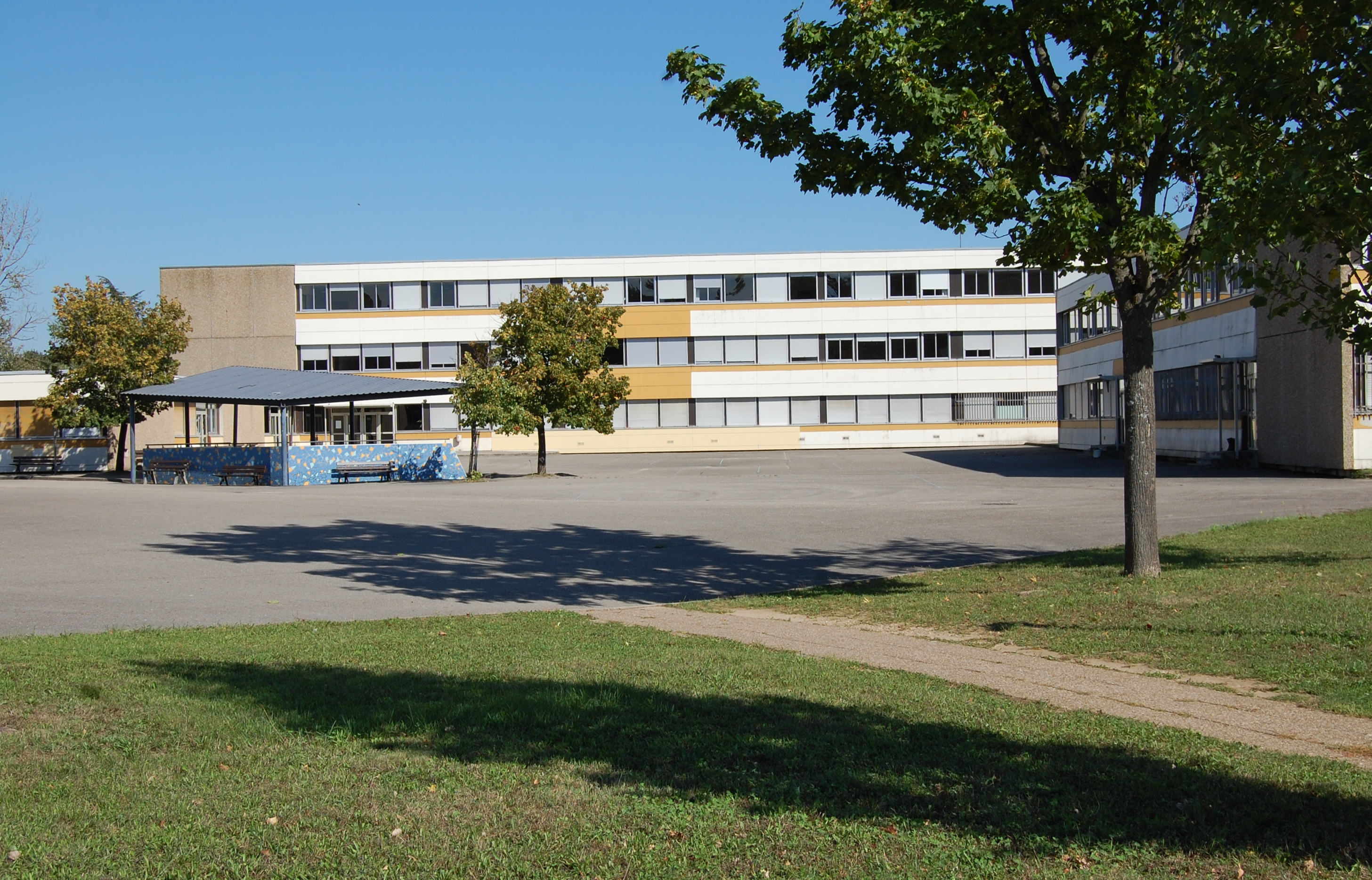
Lycée Chaplin-Becquerel, vu par derrière.

Décines-Charpieu est située dans l'académie de Lyon. Elle abrite la plus grande école privée confessionnelle musulmane de France, l'école Al-Kindi et le lycée polyvalent Charlie Chaplin (regroupement des anciens lycées Henri Becquerel et Charlie Chaplin).

### Manifestations culturelles et festivités
- Festival BD de Décines : festival annuel de bande dessinée de l'Est lyonnais.
- Décines à vélo : Balade familiale organisé chaque année à travers les espaces urbains et naturels de Décines.
- Chaque année  la ville de Décines-Charpieu organise  le Décirun, course nature de 5 à 26 km et faisant explorer tout Décines ainsi que des lieux emblématiques comme le Groupama stadium ou la LDLC Arena
- Le Décines Meyzieu Athlétisme organise aussi depuis 2011 le Meeting de l'Est Lyonnais, meeting de demi-fond accueillant les athlètes régionaux mais aussi les meilleurs athlètes nationaux et internationaux lors des courses élites.

### Santé
La Clinique du Grand Large était un établissement hospitalier privé de 90 lits avec un service d'urgences. Ce service a été reconnu "UPATOU" (Unité de Proximité d'Accueil, de Traitement et d'Orientation des Urgences) par l'Agence Régionale de l'Hospitalisation. Cet établissement a été fermé en 2018. La majorité des services sont à présent à Medipôle à Villeurbanne qui regroupe la clinique du Grand Large et la clinique du Tonkin (Villeurbanne)
En 2017, le siège régional de l'Établissement français du sang Auvergne-Rhône-Alpes est installé à Décines.

### Sports

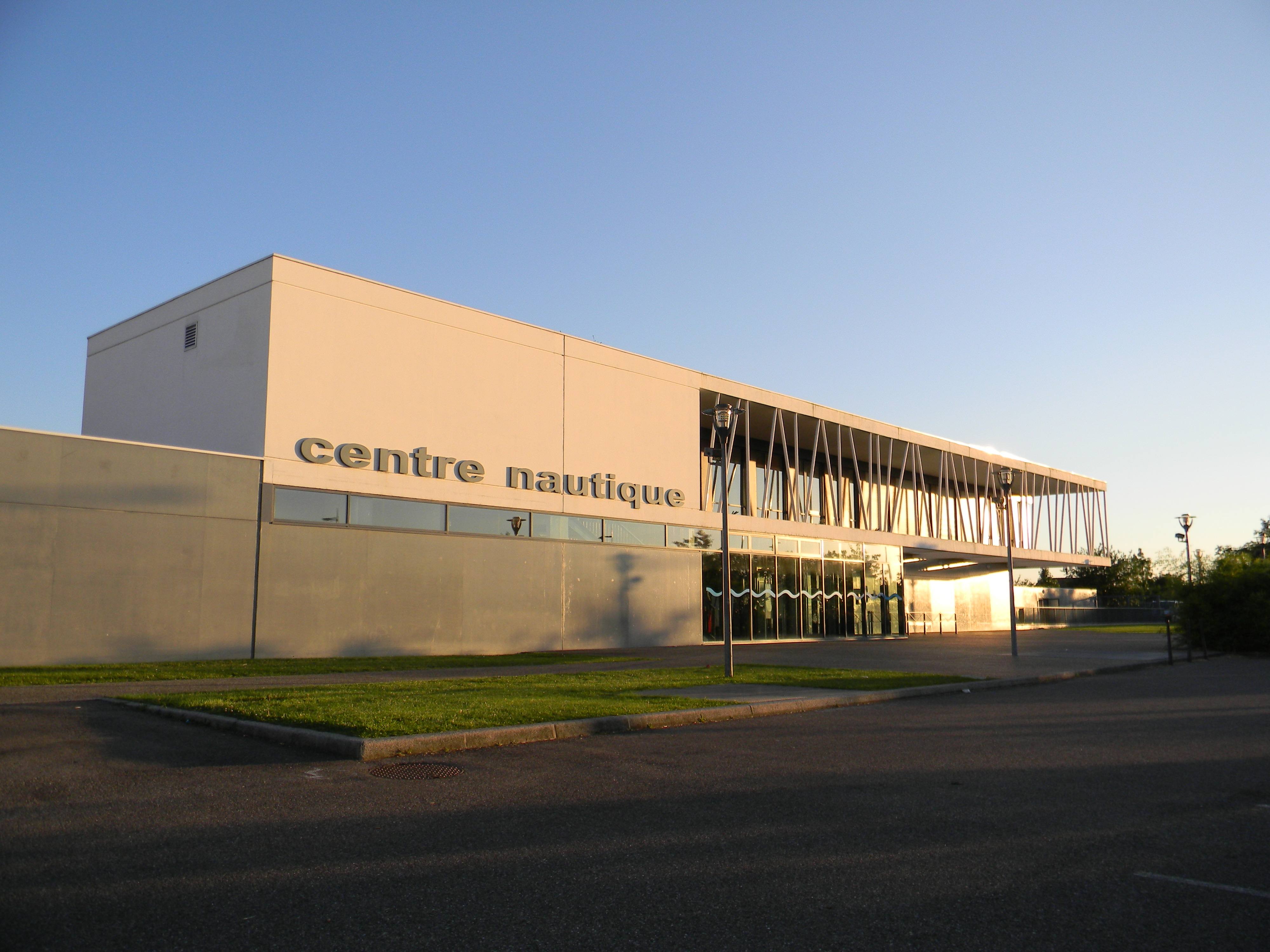
Le centre nautique.

La commune abrite plusieurs clubs sportifs dont le Décines Meyzieu Athlétisme,et le Racing club Bron Décines Natation ( RCBDN). 
La ville abrite aussi deux clubs de football : l'UGA Décines et le Chassieu Décines Football Club qui jouent notamment sur le stade du Parc des sports Raymond-Troussier à Décines, qui a subi la rénovation de la piste d'athlétisme en synthétique ainsi que la mise aux normes du terrain d'honneur de football au centre de la piste en 2012,.
Il y a aussi le club de tennis de Décines ainsi qu'un club de rugby à XIII évoluant sur le stade Jean-et-Youri-Djorkaeff dont les vestiaires ont été remis à neuf en 2012
Il y a aussi le club de basket du C.S Decines qui évolue en Nationale 3 depuis plus de 10 ans avec un passage d'une année en Nationale 2[réf. nécessaire].
Sans oublier le club d'aviron décinois (S.A.D) qui se situe a proximité du pont de Décines
La ville abrite aussi le club du Décines Meyzieu Athlétisme, issu de la fusion entre les sections du CS Décines et du FJEP Meyzieu. Le club évolue aux championnats de France des clubs en Nationale 1B (4è niveau national). Le club compte de nombreux athlètes athlètes qualifiés lors des différents championnats de France ainsi que des athlètes ayant porté les couleurs de l'équipe de France aux championnats d'Europe, championnats du Monde et Jeux Olympiques. Les entraînements s'effectuent principalement au Parc des Sports Raymond Troussier sur la piste en synthétique.

### Cadre de vie
La commune abrite le parc Maurice-Sauthier et le réservoir du Grand-Large.
La commune fait partie du projet du Grand Lyon de la zone de L'Anneau Bleu, un territoire de 3 000 hectares (englobant le Grand parc de Miribel-Jonage) non-urbanisé et situé en lisière de villes, dans la perspective d'une « métropole durable ».

### Environnement
La commune obtient une étoile au Concours des villes et villages fleuris depuis 2010 qui récompense les communes pour leur patrimoine paysager et végétal et leurs efforts dans l'amélioration du cadre de vie et du développement durable.

### Climat
Pour des articles plus généraux, voir Climat d'Auvergne-Rhône-Alpes et Climat du Rhône.
En 2010, le climat de la commune est de type climat océanique altéré, selon une étude du Centre national de la recherche scientifique s'appuyant sur une série de données couvrant la période 1971-2000. En 2020, Météo-France publie une typologie des climats de la France métropolitaine dans laquelle la commune est dans une zone de transition entre le climat semi-continental et le climat de montagne et est dans la région climatique  Bourgogne, vallée de la Saône, caractérisée par un bon ensoleillement (1 900 h/an), un été chaud (18,5 °C), un air sec au printemps et en été et des vents faibles.
Pour la période 1971-2000, la température annuelle moyenne est de 12,1 °C, avec une amplitude thermique annuelle de 18,2 °C. Le cumul annuel moyen de précipitations est de 859 mm, avec 8,8 jours de précipitations en janvier et 6,8 jours en juillet. Pour la période 1991-2020, la température moyenne annuelle observée sur la station météorologique de Météo-France la plus proche, « Lyon-Bron », sur la commune de Bron à 5 km à vol d'oiseau, est de 13,0 °C et le cumul annuel moyen de précipitations est de 820,8 mm,. Pour l'avenir, les paramètres climatiques de la commune estimés pour 2050 selon différents scénarios d'émission de gaz à effet de serre sont consultables sur un site dédié publié par Météo-France en novembre 2022.
| Mois                                  | jan.           | fév.             | mars             | avril           | mai             | juin           | jui.           | août           | sep.            | oct.            | nov.            | déc.             | année      |
| ------------------------------------- | -------------- | ---------------- | ---------------- | --------------- | --------------- | -------------- | -------------- | -------------- | --------------- | --------------- | --------------- | ---------------- | ---------- |
| Température minimale moyenne (°C)     | 1,1            | 1,4              | 4,2              | 7,2             | 11,2            | 15             | 17             | 16,6           | 12,8            | 9,6             | 4,9             | 2                | 8,6        |
| Température moyenne (°C)              | 4,1            | 5,2              | 9                | 12,3            | 16,3            | 20,3           | 22,6           | 22,3           | 17,9            | 13,7            | 8,1             | 4,8              | 13         |
| Température maximale moyenne (°C)     | 7,1            | 9                | 13,8             | 17,4            | 21,5            | 25,6           | 28,2           | 28             | 23,1            | 17,7            | 11,4            | 7,7              | 17,5       |
| Record de froid (°C) date du record   | −23 23.01.1963 | −22,5 14.02.1929 | −10,5 07.03.1971 | −4,4 10.04.1949 | −3,8 01.05.1938 | 2,3 01.06.1959 | 6,1 07.07.1962 | 4,6 25.08.1940 | 0,2 24.09.1928  | −4,5 31.10.1950 | −9,4 30.11.1925 | −24,6 22.12.1938 | −24,6 1938 |
| Record de chaleur (°C) date du record | 19,1 10.01.15  | 21,9 25.02.21    | 26 31.03.21      | 30,1 16.04.1949 | 34,2 16.05.1945 | 38,4 27.06.19  | 40,4 24.07.19  | 41,4 24.08.23  | 35,8 05.09.1949 | 30,6 09.10.23   | 23 02.11.1924   | 20,2 18.12.1989  | 41,4 2023  |
| Ensoleillement (h)                    | 711            | 1 024            | 1 737            | 1 977           | 2 238           | 2 565          | 2 881          | 2 631          | 2 041           | 1 314           | 789             | 587              | 20 495     |
| Précipitations (mm)                   | 49,8           | 41,6             | 49,4             | 68,9            | 80,9            | 74,1           | 67,4           | 65,5           | 82,5            | 99,8            | 87,2            | 53,7             | 820,8      |

## Urbanisme

### Typologie
Au 1er janvier 2024, Décines-Charpieu est catégorisée grand centre urbain, selon la nouvelle grille communale de densité à sept niveaux définie par l'Insee en 2022.
Elle appartient à l'unité urbaine de Lyon, une agglomération inter-départementale regroupant 123 communes, dont elle est une commune de la banlieue,,. Par ailleurs la commune fait partie de l'aire d'attraction de Lyon, dont elle est une commune du pôle principal,. Cette aire, qui regroupe 397 communes, est catégorisée dans les aires de 700 000 habitants ou plus (hors Paris),.

### Occupation des sols
L'occupation des sols de la commune, telle qu'elle ressort de la base de données européenne d’occupation biophysique des sols Corine Land Cover (CLC), est marquée par l'importance des territoires artificialisés (55,6 % en 2018), en augmentation par rapport à 1990 (50,1 %). La répartition détaillée en 2018 est la suivante : zones urbanisées (38,3 %), terres arables (18,2 %), zones agricoles hétérogènes (14,7 %), zones industrielles ou commerciales et réseaux de communication (12,6 %), eaux continentales (11,3 %), espaces verts artificialisés, non agricoles (4,7 %), prairies (0,2 %). L'évolution de l’occupation des sols de la commune et de ses infrastructures peut être observée sur les différentes représentations cartographiques du territoire : la carte de Cassini (XVIIIe siècle), la carte d'état-major (1820-1866) et les cartes ou photos aériennes de l'IGN pour la période actuelle (1950 à aujourd'hui).

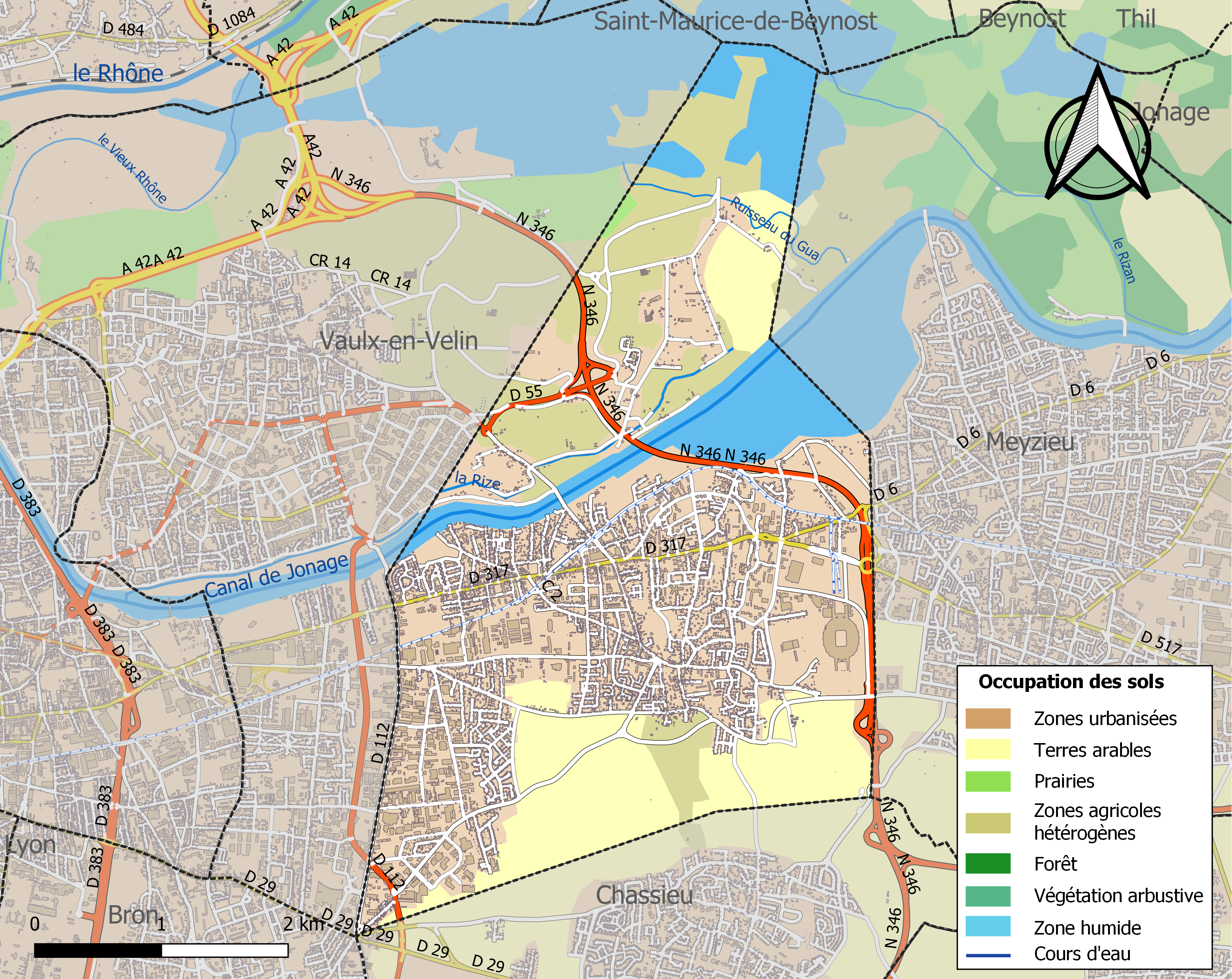
Carte des infrastructures et de l'occupation des sols de la commune en 2018 (CLC).

### Numérique
Dix panneaux à messages variables ont été installés en 2015, sur des points stratégiques de la ville pour informer la population des évènements et autres informations importantes. L'ensemble des classes primaires (88) des groupes scolaires publics de la ville ont été dotés d'infrastructures et de classes connectées dans l'objectif de lutter contre la fracture numérique entre 2016 et 2020.
En 2019, des espaces publics numériques (EPN) ont vu le jour afin de faciliter les démarches des plus précaires.

#### Stade de l'OL
En 2007, la commune a été proposée comme lieu pouvant accueillir le nouveau stade de l'Olympique lyonnais sur le site du Montout. Ce projet divise les habitants et les commerçants de la commune. Des associations ont été créés pour soutenir le projet, mais aussi pour dénoncer un projet urbanistiquement et environnementalement hors la loi. Par ailleurs, de nombreux opposants s'interrogent quant au bien-fondé de mobiliser des finances publiques dans le but premier de favoriser les intérêts privés des actionnaires de la holding OL groupe présidée par M. Jean-Michel Aulas.
Initialement prévue pour 2010, la construction du stade commence en novembre 2013 et accueille son premier match en janvier 2016. De nombreux services se sont développés à la proximité du stade comme des hôtels, des restaurants et une nouvelle clinique. Ce complexe abrite également le centre d'entraînement de l'Olympique lyonnais ainsi que le musée du club.

## Économie

### Entreprises et commerces

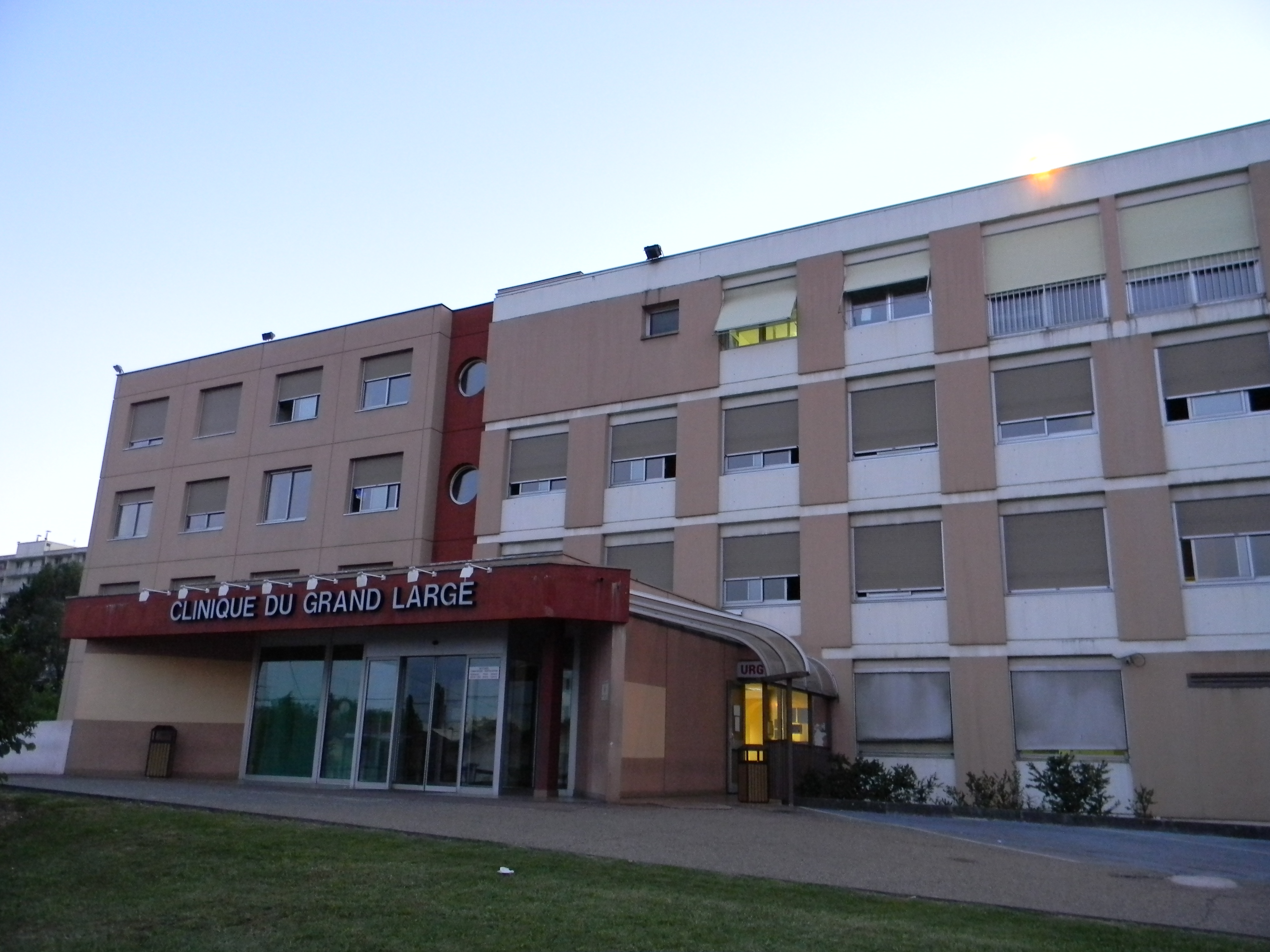
La clinique du Grand Large.

- laboratoires Gifrer-Barbezat (depuis 1912, env. 250 p. en 2020)[39], produits pharmaceutiques.

## Culture locale et patrimoine

### Lieux et monuments
- Église Saint-Pierre.

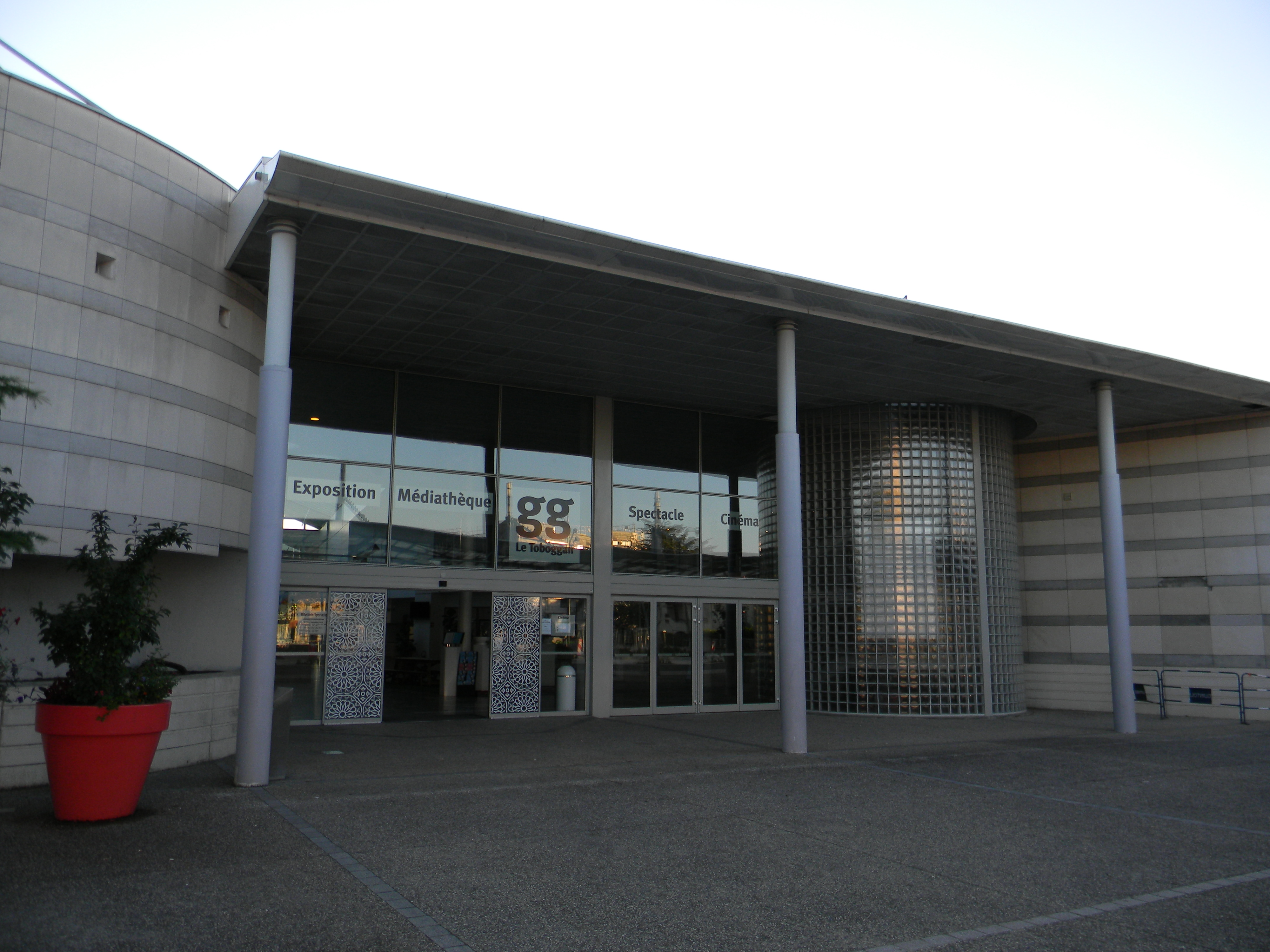
Le Toboggan.

- Le menhir du Montaberlet, monument historique classé en 1889 : mégalithe situé entre le canal de Jonage et la route de Lyon à Crémieu, tout près d'une ancienne sucrerie. Le lieu où se trouve ce monument porte le nom du monument lui-même : il se nomme Pierra-Frita, Pierra-Freta, Pierre-Fritte. Sur la carte de l’État-major, il est indiqué sous le nom de Pierrefite. C'est un bloc erratique en roche granitoïde mesurant exactement 3,90 m de long, 7,80 m de détour, 1,25 m de hauteur au-dessus du sol et 0,9 m de largeur moyenne[40]. Sur la partie supérieure, on remarque cinq entailles, faites à environ quarante centimètres les unes des autres. On ne trouve sur ses différentes faces aucune autre trace de sculpture[41]. Ce menhir aujourd'hui presque couché était encore debout au sommet des Balmes Viennoises en 1840. Le propriétaire voulait le détruire, mais le service de cartographie de l’État-major s'y est opposé, parce qu'il avait pris ce monument pour un point de repère.
- Le Toboggan : centre culturel de la ville (Lieu d'expositions, médiathèque, salle de spectacle, cinéma).

#### Lieux en lien avec l'Arménie
- La rue du 24-avril-1915 (ex Rue Branly), inaugurée le 24 avril 1965.
- La place Stepanavan, inaugurée le 19 octobre 1997.
- Le centre national de la mémoire arménienne depuis 2013 : bibliothèque, documentation, expositions, conférences.
- Le mémorial du génocide arménien : la première pierre est posée le 24 avril 1965, soit cinquante ans après le début du génocide arménien, et le mémorial est inauguré le 4 juin 1972, c'est une œuvre du sculpteur lyonnais Robert Darnas
- La maison de la culture arménienne : centre communautaire, école de musique (traditionnel et classique), cours de langue arménienne, accueil d'enfants.

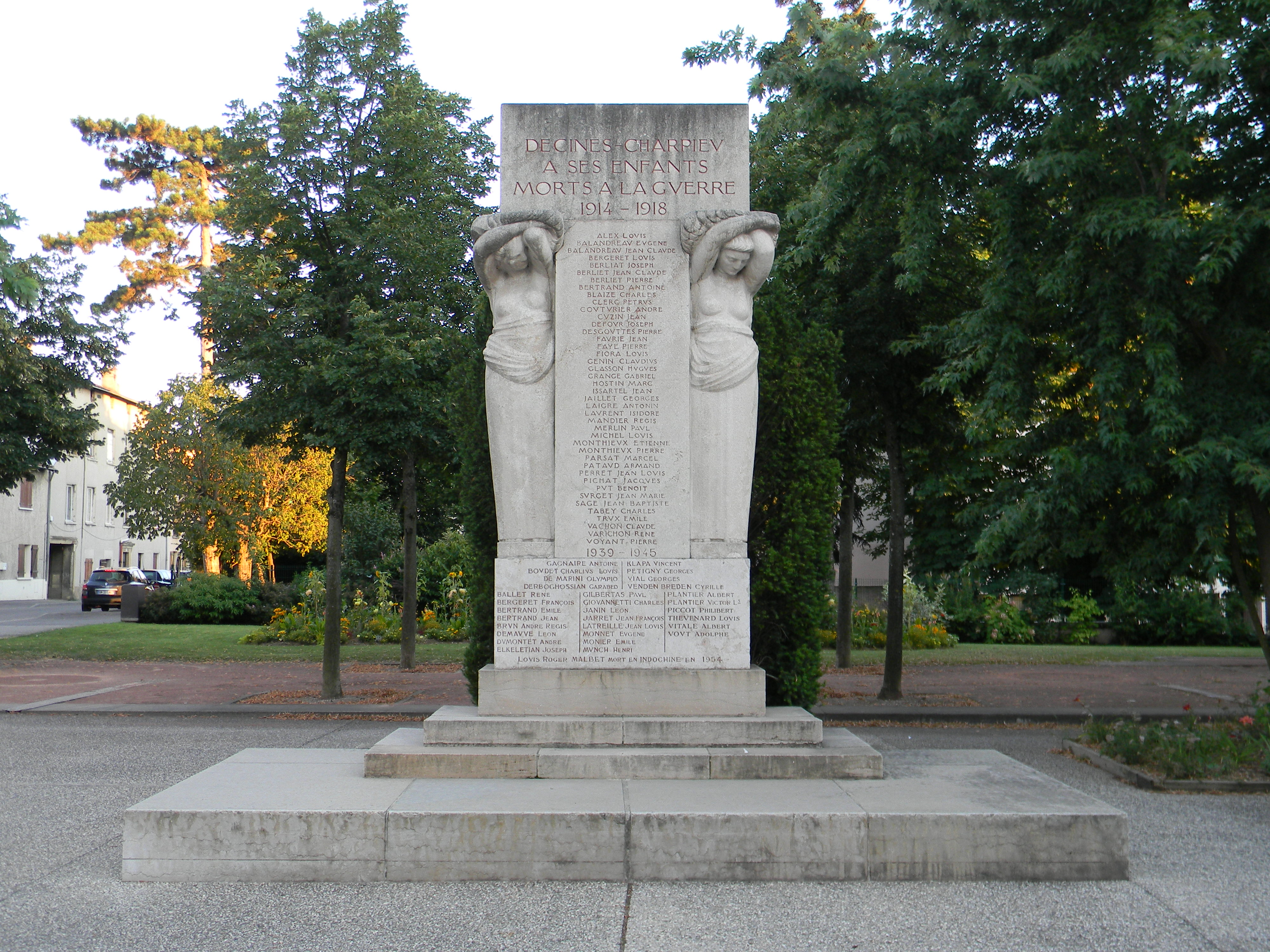
Monument aux morts des guerres.

### Espaces verts et fleurissement
En 2014, la commune obtient le niveau « une fleur » au concours des villes et villages fleuris.

### Personnalités liées à la commune
- Jules Devaquez, (1899-1971), footballeur puis entraîneur français, y est décédé.
- Jean Djorkaeff et Youri Djorkaeff, tous deux footballeurs français, sont deux figures locales de Décines-Charpieu. En avril 2007, Youri prend la présidence du club de football local, l'UGA Décines (Union générale arménienne), dans lequel son père et ses deux frères, Denis et Micha, étaient déjà très impliqués.
- Cédric Bardon, footballeur français formé à l'Olympique lyonnais.
- Abdelkader Ghezzal, footballeur franco-algérien.
- Rachid Ghezzal, son frère, également un footballeur franco-algérien de l'Olympique lyonnais est né à la clinique Champ Fleuri de la ville.
- Maurice Sauthier, résistant décinois né le 21 juin 1918 à Bourg-Saint-Maurice, mort le 30 octobre 1958. Maurice Sauthier tenait avec ses parents, un café à Décines-Charpieu appelé le Café de la Gare, qui servait de boîte aux lettres entre les maquis du plateau de Crémieu et la Résistance à Lyon. Il était membre des Sauveteurs et Avirons Décinois, et il utilisa leurs locaux pour cacher des armes sous les barques. Appartenant au réseau Combat, il fut arrêté le 19 juin 1943 par la Gestapo, au retour d'une mission à Bourgoin. Emprisonné à la prison Montluc, Fresnes, Compiègne, déporté à Weimar et Dora, il rentrera le 12 mai 1945, avec une santé très ébranlée. Il mourra 13 ans plus tard.
- André Brun, combattant de la Résistance né le 19 mai 1920 à Décines-Charpieu, évadé d'un chantier de jeunesse, il devint maquisard en Savoie, il fut fusillé par les Allemands le 1er mai 1944, il avait 23 ans.
- Émile et Jean-Louis Bertrand, combattants de la Résistance.
- Newfel Ouatah, Champion de France professionnel de boxe catégorie poids lourds.
- Marc Barbezat (1913-1999), éditeur et pharmacien.
- Gary Chalandon (1986), pilote automobile.
- Joannès Petit Male (18 février 1925 - 26 septembre 1951), natif de la commune, sergent-chef des troupes coloniales, tué lors des combats de CREVECOEUR lors de la guerre de Corée, inhumé au cimetière de Meyzieu, parrain de la 178e promotion de l'École nationale des sous-officiers d'active.
- Ange Padovani (9 juin 1932 - 18 septembre 2014), natif de la commune et handballeur international.
- Pomme (1996), de son vrai nom Claire Pommet, chanteuse et compositrice, native de la commune.
- Malo Gusto, joueur de football à l'Olympique Lyonnais, est né à Décines-Charpieu.

## Honneurs
L'astéroïde (15034) Décines est nommé d'après la ville.
La ville est souvent surnommée la « petite Arménie », en raison de sa forte communauté arménienne.